# 31-es főút (Magyarország)
A 31-es számú főút Budapesttől Dormándig tart. Hossza 126 km.

## Fekvése
Budapesten a Clark Ádám téri „0” kilométerkőtől indul. Az Alföld északnyugati felét szeli át nyugat-keleti irányban. Keresztülhalad többek között Sülysáp, Nagykáta, Jászberény, Jászapáti és Heves településeken. Füzesabony előtt, Dormánd területén ér véget, beletorkollva a 33-as főútba.
Budapest és Maglód között csomóponttal keresztezi az M0-s autóutat, Nagykátán ágazik ki belőle a 311-es főút. Jászberény területén a 32-es főutat keresztezi.

## Története
Az utat az 1910-es években építették ki.[forrás?]
1934-ben a kereskedelem- és közlekedésügyi miniszter 70 846/1934. számú rendelete a teljes hosszában főúttá nyilvánította, de egyes szakaszait eltérő besorolással és különböző számozással. A Budapesttől Szentmártonkátáig tartó szakasz harmadrendű főút lett, 301-es útszámmal, majd a Nagykátáig tartó szakasz a Hatvan-Cegléd közti, akkori 31-es számú, másodrendű főútba lett besorolva. A Jászapátiig tartó folytatás ismét harmadrendű főút lett, 311-es számmal, az onnan hátralévő szakasza pedig a Dormánd és Abony közti 32-es főút részévé vált. A második világháború idején, az első és második bécsi döntések utáni időszakban is a Hatvan-Cegléd útvonal viselte ezt az útszámozást.
Egy dátum nélküli, feltehetőleg 1950 körül készült közúthálózati térkép már lényegében a teljes mai hosszában másodrendű főútként és a jelenlegi számozásával szerepelteti.
1976-ban az egész út teljes fejlesztésén esett át.[forrás?]
2015. április 9-én átadták a főút Jász-Nagykun-Szolnok megyét érintő 11,5 tonnára megerősített, új burkolatú szakaszát. A beruházás 2013. decemberben indult. Megújították az Öreg-Hajta, a Zagyva és a Tarna hidakat, Jászapátiban és Hevesen körforgalmat, az érintett településeken pedig több mint 110 új parkolóhelyet alakítottak ki. A főút korszerűsítése Pest vármegye határától Heves megye határáig mintegy 30,6 kilométer hosszan valósult meg.

## Útvonala
Budapest felől → Maglód → Mende → Sülysáp → Tápiószecső → Szentmártonkáta → Nagykáta → Jászberény → Jászjákóhalma → Jászapáti → Heves → Tenk → Dormánd